# MOWAG Piranha
MOWAG Piranha je obitelj borbenih oklopnih vozila koje projektira i proizvodi švicarska korporacija MOWAG. Četiri generacije vozila proizvodi MOWAG ili pod licencijom neke druge tvrtke i inačice ovog vozila nalaze se u sastavu oružanih snaga država diljem svijeta.

## Inačice
Borbena oklopna vozila Piranha proizvode se u 4x4, 5x6, 8x8 i 10x10 inačici. Postoji nekoliko inačica između ovih osnovnih, a one se razlikuju u oklopnoj zaštiti, vrsti postavljene kupole i na nju montiranog naoružanja i o borbenoj namjeni. Piranha može obavljati više različitih borbenih zadaća kao oklopni transporter, borbeno vozilo pješaštva, zapovjedno vozilo, vozilo za topničku potporu, ambulantno vozilo i policijsko vozilo.
Piranha oklopna vozila nalaze se u službi švicarske vojske. Švicarska Piranha vozila su izvezena u Švedsku, Dansku, Irsku, Rumunjsku, Španjolsku i Belgiju. Rumunjska vojska i belgijska vojska su odabrale Piranha IIIC 8x8. Piranhe su u Rumunjskoj vojci zamijenile već zastarjele TAB oklopne transportere. Belgijska vojska je svoja Piranha vozila uvela kao zamjenu umjesto tenkova, pa je tako povukla iz službe dotadašnje glavne borbene tenkove Leopard 1. Piranha je moderno i oklopno vozilo, ali nema oklopnu zaštitu, vatrenu moć i upravljivost kao klasičan gusjenički tenk. Belgijskoj vojsci isporučeno će biti 242 vozila Piranha IIIC.
Vozila Piranha proizvode pod licencom tvrtke General Dynamics (Kanada), BAE Systems Land Systems (Ujedinjeno Kraljevstvo), Cardoen i FAMAE (Čile) i SAD. Američko oklopno vozilo Stryker je izvedeno iz kanadskog oklopnog vozila LAV III koji je modificirana inačica bazirana na vozilu Piranha i dio je LAV-25 obitelji oklopnih vozila koje služe u Američkoj vojsci. Australska vojska ima svoju modificiranu inačicu Piranha I 8x8 vozila u australiji nazvana ASLAV (Australian Light Armoured Vehicle, hrv. Australsko lako oklopno vozilo). Neke inačice Piranha vozila su opremljene s propelerima za amfibijsku uporabu. 
Nova Piranha V inačica teži između 25 i 30 tona i bila je 8. svibnja 2008. proglašena privremenim pobjednikom FRES (natječaj za nova oklopna vozila britanske vojske) programa britanske vojske. No, to je nakon 7 mjeseci povučeno i natječaj je ponovno pokrenut.

### Obiteljsko stablo
- Piranha I
  - AVGP
  - LAV-25
    - ASLAV
- Piranha II
  - Bison
  - Coyote
  - Desert Piranha
  - LAV II
- Piranha III
  - Piranha IIIC
  - Piranha IIIH
    - LAV III
      - Stryker
      - NZLAV
- Piranha IV
- Piranha V

## Korisnici
- Afrička unija - 105 AVGP
- Australija - 257 ASLAV[4]
- Belgija - 242 Piranha IIIC 8x8 naručeno u 7 inačica[5]
- Bocvana - 45 Piranha IIIC 8x8[6]
- Brazil - 30 amfibijskih Piranha IIIC 8x8 u 4 inačice[7]
- Čile - ukupno 230 Piraña 6x6 i 30 Piraña 8x8
- Danska - 18 Piranha IIIH 8x8 i 24 Piranha IIIC 8x8; još 91 Piranha IIIC 8x8 naručeno[6]
- Gana - 63 Piranha I 4x4, 6x6 i 8x8[6][8]
- Irska - 80 Piranha IIIH 8x8 u 6 inačica[6]
- Kanada - 491 AVGP, 199 Bison,[9] 203 Coyote i 651 LAV III
- Katar - 40 Piranha II 8x8
- Liberija - Piranha I 6x6 (neprovjereno)
- Litva - Naručen nepoznat broj vozila, planirano uvođenje u službu do 2010.
- Novi Zeland - 105 NZLAV
- Nigerija - 140 Piranha I 6x6
- Oman - 174 Piranha II 8x8 u 7 inačica[6]
- Rumunjska - 33 Piranha IIIC 8x8[10]
- SAD - 2.988 Stryker, 12 Bison, 772 LAV-25
- Saudijska Arabija - 124 Piranha II 8x8 u 6 inačica,[6] 1.117 LAV/Piranha II 8x8 u 10 inačica; još 132 naručeno[6]
- Sijera Leone - 10 Piranha I 6x6
- Španjolska - 39 amfibijskih Piranha IIIC 8x8[6]
- Švedska - 13 Piranha IIIC 10x10[6]
- Švicarska - 303 Piranha I 6x6 i 509 Piranha II 8x8 u 3 inačice; 60 Piranha IIIC 8x8 u dvije inačice naručeno
- Urugvaj - 147 Cougar

## Galerija
- Stryker u inačici vozila za paljbenu potporu
- LAV III kanadske vojske
- Piranha 6x6 naoružana sa TOW raketama
- LAV-25 ima dvije M240 strojnice i 25 mm automatski top

## Vanjske poveznice
- www.mowag.ch
- Army-Technology.com - Piranha
- Globalsecurity.org - Piranha
- Soldf.com - Piranha III 10x10 Armoured Sensor Vehicle  Arhivirana inačica izvorne stranice od 22. prosinca 2015. (Wayback Machine)
- DanskPanser.dk - Danska Piranha IIIC  Arhivirana inačica izvorne stranice od 3. travnja 2008. (Wayback Machine)
- DanskPanser.dk - Danska Piranha IIIH  Arhivirana inačica izvorne stranice od 3. travnja 2008. (Wayback Machine)
- - Military Today - Kanadski Bison  Arhivirana inačica izvorne stranice od 25. listopada 2016. (Wayback Machine)